# Cantonul Mutzig
Cantonul Mutzig este un canton din arondismentul Molsheim / Sélestat-Erstein, departamentul Bas-Rhin, regiunea Alsacia, Franța.